# Blue (film)
Blue (ang. błękit) – brytyjski filmowy dramat dokumentalny z 1993 roku w reżyserii Dereka Jarmana.

## Opis
Film jest ostatnią realizacją zmarłego na AIDS w 1994 roku Dereka Jarmana – brytyjskiego reżysera, scenarzysty, pisarza i poety. Jest uznawany za jeden z najbardziej kontrowersyjnych filmów. To obraz, który w całości składa się z błękitnego ekranu, muzyki oraz głosów docierających zza planu: dociekających znaczenia koloru, odkrywających najróżniejsze skojarzenia, ujawniających skrywane tajemnice, opisujących kolejne stadia choroby. Jest rodzajem intymnego dziennika człowieka, który ślepnie i zdaje sobie sprawę, że wkrótce umrze. Ostatnim kolorem, który widział reżyser, Derek Jarman był właśnie niebieski – stąd tytuł filmu.
Błękit jest uniwersalną miłością, w jakiej kąpie się człowiek. Raj na ziemi. Moja siatkówka jest odległą planetą. Błękit przekracza ponurą geografię ludzkich ograniczeń. Muszę się pogodzić z niewidzeniem. Krew rozsądku jest błękitna. Poświęcam się, by znaleźć jej najlepszy wyraz.
Mimo prostoty i chłodu środków wyrazu, uchodzi za jeden z najbardziej radykalnych, wstrząsających obrazów w historii filmu. Jest pewnego rodzaju requiem nie tylko dla Jarmana, ale wszystkich jego przyjaciół, którzy umarli na AIDS.
Pandemonium obrazu: błękit. Archeologia dźwięku. Błękit obserwował, jak zdanie materializuje się. Dla mojego wzroku nadszedł zmierzch. W powietrzu czuć śmierć. Nie będziesz czynił żadnej rzeźby ani żadnego obrazu. Z głębi swego serca módl się o wyzwolenie od obrazu. Obraz jest więzieniem duszy. Minąłem niebo. Nigdy dość... Łakome usta, błękitne oczy. Błękitne nieba.
Film kończy dedykacja: To H.B. and to all the true lovers.

## Nominacje i nagrody
- 1993:
  - Edinburgh International Film Festival, nagroda imienia Michaela Powella dla najlepszego brytyjskiego filmu roku (Best New British Feature) dla Dereka Jarmana
- 1994:
  - Stockholm Film Festival, nagroda Honorable Mention dla Dereka Jarmana For an inspiration that takes matters of life and death beyond film form and all prize categories. (Za inspirację wynoszącą sprawy życia i śmierci ponad formę filmu i wszelkie kategorie nagród.)
  - Stockholm Film Festival, nominacja do Bronze Horse